# Воєводін Ігор Олегович
Ігор Олегович Воєводін (9 квітня 2003 — 19 серпня 2023, поблизу Кремінної), позивний Стіч — студент 4-го курсу КНУ імені Тараса Шевченка, воїн-доброволець, снайпер 12 бригади спецпризначення «Азов». Нагороджений орденом «За мужність» III ступеню (посмертно).

## Життєпис
Закінчив спеціалізовану школу з поглибленим вивченням англійської мови  57 в місті Києві. . Потім був студентом-японістом Навчально-наукового інституту філології Київського національного університету імені Тараса Шевченка, навчався на перекладача. Після повномасштабного вторгнення Росії добровольцем пішов на фронт. Служив в «Азові» у розвідці — снайпером другої категорії 1 розвідувального відділення взводу розвідки спеціального призначення 2 батальйону спеціального призначення 12-ї бригади спецпризначення «Азов».
Попри виконання бойових завдань він не взяв академвідпустку і продовжував паралельно навчатися. Успішно склав літню сесію і перевівся на 4-й курс.
Загинув 19 серпня 2023 року поблизу міста Кремінна Луганської області під час виконання бойового завдання — намагався прорватись до групи побратимів, яка готувалась до деблокади Маріуполя.

## Родина
Батько Воєводін Олег Володимирович — колишній очільник Управління СБУ у Закарпатській області,  мати Тетяна.

## Пам'ять

Меморіальна скульптура «Стіч», присвячена Ігорю Воєводіну

В Ужгородському ліцеї імені Тараса Шевченка 11 березня 2024 відкрили меморіальну дошку у пам'ять про загиблого бійця Ігоря Воєводіна.
У ботанічному саду імені академіка Олександра Фоміна поблизу Київського національного університету 14 березня 2024, в День добровольця, відкрили меморіальну скульптуру «Стіч», присвячену Ігорю Воєводіну. Стіч постає на скульптурі у нехарактерному для нього образі — мультиплікаційний персонаж одягнений у бронежилет і військову амуніцію. Ігор постійно носив із собою фігурку Стіча. Коли знайшли тіло, вона була єдиним, що лишилося неушкодженим.

## Відзнаки
- Орден «За мужність» III ступеню (посмертно)
- Нагрудний знак «Ветеран війни».